# The Thankful Poor
The Thankful Poor là một bức tranh ra đời năm 1894 của họa sĩ người Mỹ gốc Phi Henry Ossawa Tanner. Bức tranh mô tả hai người Mỹ gốc Phi đang cầu nguyện trên bàn. Tác phẩm có chung chủ đề với các bức tranh khác của Tanner vào những năm 1890 bao gồm The Banjo Lesson (1893) và The Young Sabot Maker (1895). Tác phẩm dựa trên những bức ảnh mà Tanner đã chụp và bị ảnh hưởng bởi những quan điểm của ông về giáo dục và chủng tộc, những quan điểm này lần lượt được bắt nguồn từ những quan điểm của cha ông, Benjamin Tucker Tanner và AME. Bức tranh được coi là một cột mốc trong nghệ thuật của người Mỹ gốc Phi, đáng chú ý là vì nó chống lại những định kiến về chủng tộc.
Sau khi trở về Hoa Kỳ vào năm 1893, Tanner nhận thức rõ ràng hơn về chủng tộc và chọn sử dụng các tác phẩm nghệ thuật bao gồm The Thankful Poor như một phương tiện khắc họa văn hóa người Mỹ gốc Phi một cách trang nghiêm. Bức tranh đã nhận được lời khen ngợi từ các nhà phê bình khi triển lãm ở Philadelphia vào mùa xuân năm 1894, nhưng đây cũng là tác phẩm thuộc thể loại người Mỹ gốc Phi cuối cùng của Tanner khi họa sĩ bắt đầu tập trung vào các cảnh trong Kinh thánh.
Sau khi được cất giấu trong nhiều năm, bức tranh được phát hiện trong tủ bảo quản của Trường học dành cho người khiếm thính Pennsylvania vào năm 1970. Năm 1981, Camille và Bill Cosby mua bức tranh cho bộ sưu tập riêng của họ. Năm 2020, bức tranh được Cosbys bán cho Art Bridges, một quỹ do Alice Walton tạo ra để cho mượn tác phẩm nghệ thuật. The Thankful Poor đã được trưng bày tại Bảo tàng Nghệ thuật Quốc gia Châu Phi, và một cuộc nghiên cứu chuẩn bị được tổ chức bởi Bảo tàng Lịch sử Người Mỹ gốc Phi DuSable.

## Mô tả

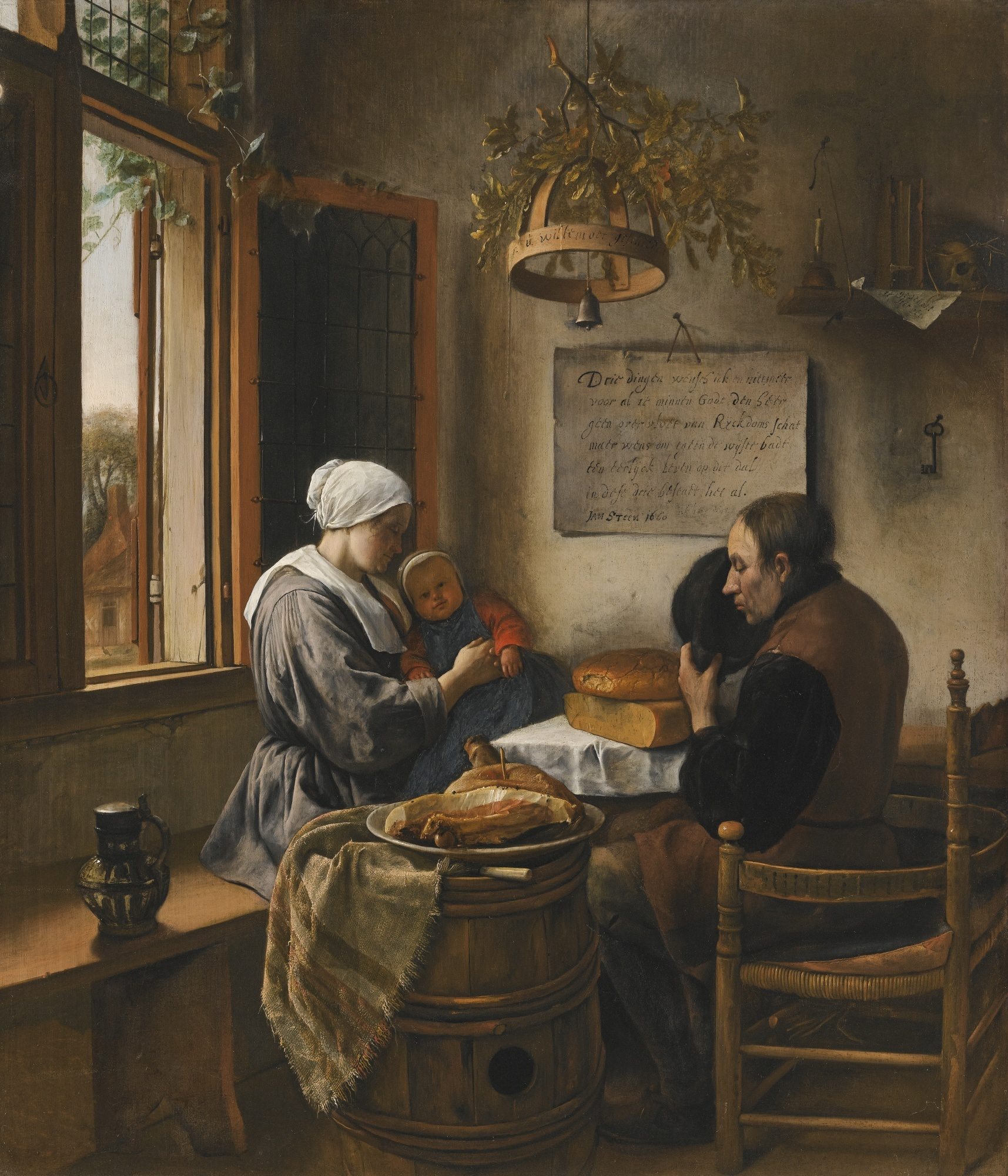
The Prayer Before the Meal (1660), Jan Steen

The Thankful Poor mô tả một ông già và một cậu bé - có lẽ là ông nội và cháu trai của ông ấy - trên bàn, cầu nguyện trước bữa ăn. Ở bên trái, nguồn ánh sáng duy nhất của khung cảnh đến từ cửa sổ có rèm che phía sau ông già. Ông lão ngồi trên ghế tựa lưng cao, chống khuỷu tay lên bàn và chắp tay trước mặt cầu nguyện. Đối diện với ông già, cậu bé ngồi trên một chiếc ghế dài hoặc cái thùng thấp, một tay giữ lấy đầu để cố gắng mô phỏng tư thế cầu nguyện của người đàn ông. Bàn có khăn trải bàn, hai đĩa và cốc màu trắng, một bình đựng lớn màu trắng, dao kéo và các phần thức ăn nhỏ. Bức tranh có chữ ký, đề ngày và tiêu đề ở phía dưới bên trái: "H.O. TANNER / 1894 / The Thankful Poor".

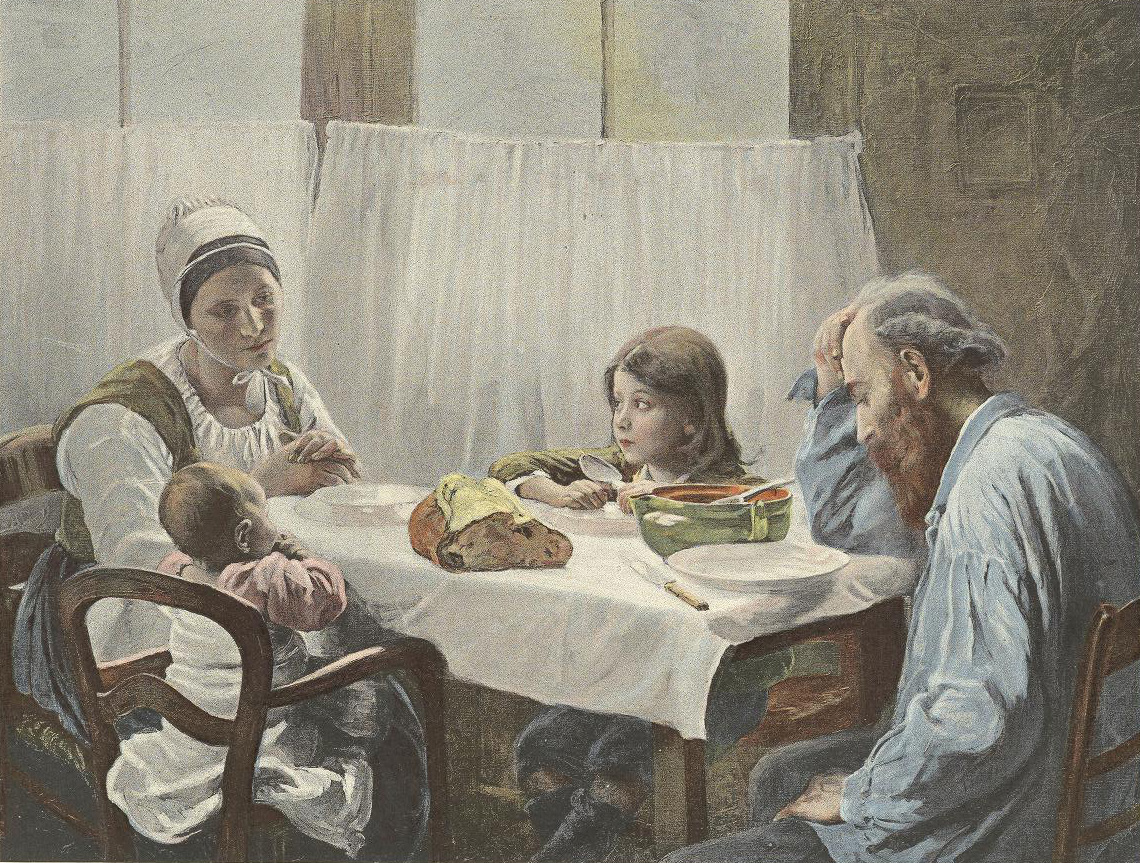
Le Repas en Famille (1891), Elizabeth Nourse

Bố cục có thể lấy cảm hứng từ bức tranh Le Repas en Famille năm 1891 của họa sĩ người Mỹ Elizabeth Nourse, có cùng khung cảnh. Bức tranh của Nourse mô tả một gia đình nông dân Pháp quây quần bên chiếc bàn, một khung cảnh quen thuộc với Tanner vì ông đã dành thời gian ở Pháp để vẽ tranh ở vùng nông thôn Brittany nơi những người nông dân địa phương là đối tượng yêu thích của ông. Vì Le Repas en Famille được trưng bày tại Triển lãm Colombia Thế giới năm 1893, nơi bức tranh giành được huy chương vàng, Tanner có thể đã nhìn thấy khi anh đến thăm Chicago năm đó để trình bày một bài giảng tại Đại hội Thế giới về Châu Phi. Cũng có những điểm tương đồng trong nghệ thuật châu Âu, chẳng hạn như bức tranh The Prayer Before the Meal năm 1660 của Jan Steen.

## Bối cảnh
Cha mẹ của Tanner coi trọng giáo dục, và những quan điểm này đã ảnh hưởng đến những bức tranh của ông. Cha mẹ ông đều tốt nghiệp Đại học Avery, và đảm bảo bản thân Tanner nhận được một nền giáo dục nghiêm ngặt. Cha của Tanner, Benjamin Tucker Tanner, là giám mục trong AME giáo phái khuyến khích giáo dục giữa người Mỹ gốc Phi và thành lập các trường cao đẳng. Tanner bị ảnh hưởng nhiều hơn bởi người bạn của gia đình và nhà giáo dục Booker T. Washington, người mà ông chia sẻ niềm tin rằng các kỹ năng có thể hỗ trợ cuộc sống nên được truyền từ thế hệ này sang thế hệ khác. Chủng tộc là một yếu tố khác ảnh hưởng đến Tanner, ông bị ảnh hưởng bởi công việc của cha mình, bao gồm các bài giảng về bản sắc chủng tộc và các bài giảng của nhà thờ nhấn mạnh cảm giác bất công về chủng tộc.

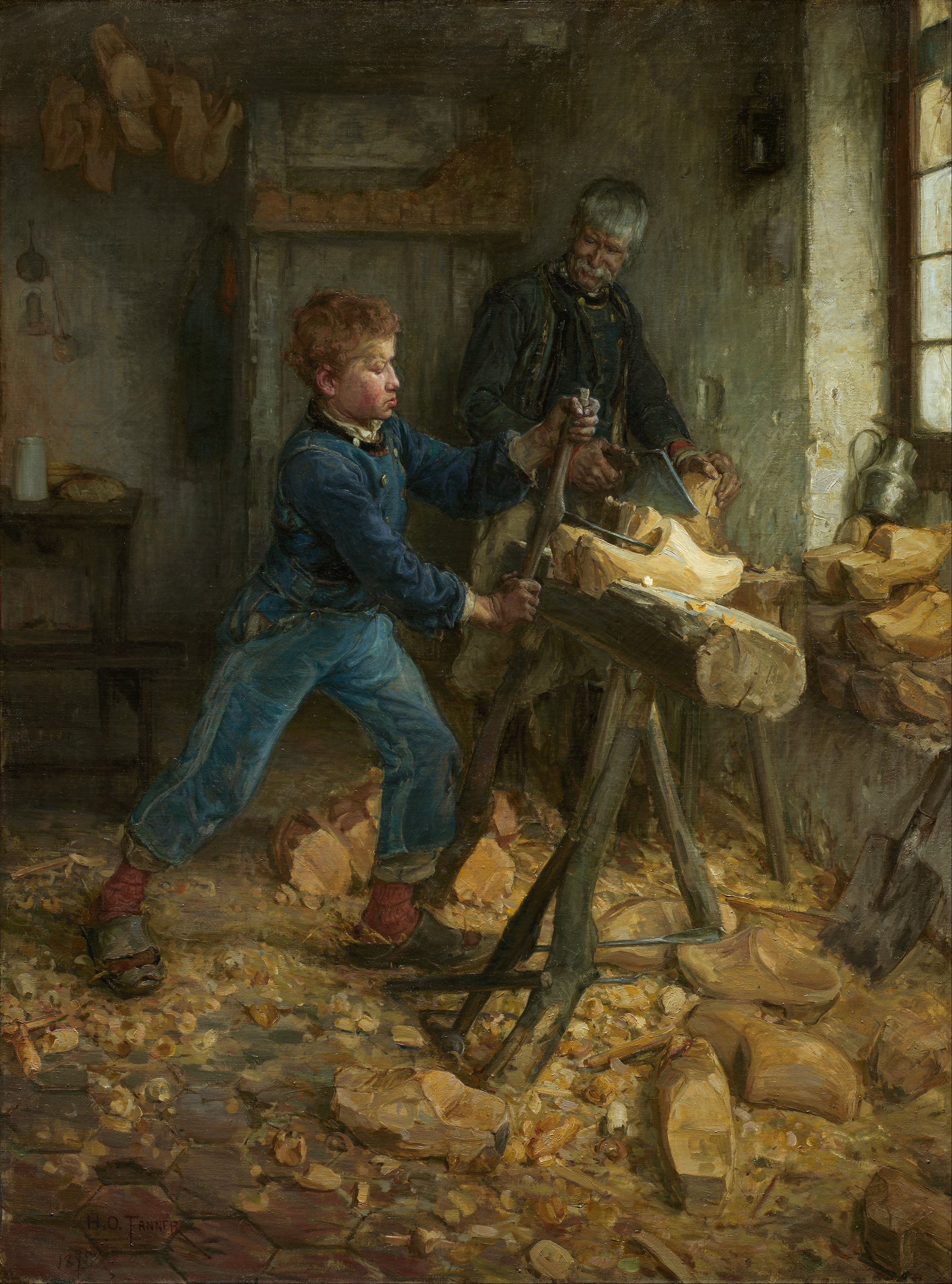
The Young Sabot Maker (1895), Henry Ossawa Tanner

Bắt đầu từ mùa hè năm 1888, Tanner dành thời gian ở Cao nguyên Bắc Carolina, tại Dãy núi Blue Ridge, nơi ông hy vọng kiếm sống bằng nhiếp ảnh và cải thiện sức khỏe của mình. Năm 1889, ông bắt đầu mở một cửa hàng nhiếp ảnh ở Atlanta, Georgia,  nhưng vào mùa hè trở lại Highlands, nơi ông chụp ảnh những người Mỹ gốc Phi tại địa phương. The Thankful Poor và 1 bức tranh trước đó, The Banjo Lesson, dường như đều dựa trên chính những người mà Tanner đã chụp trong thời kỳ đó trước khi ông chuyển đến Paris vào năm 1891. Cả hai bức tranh đều được thực hiện sau khi Tanner trở về Hoa Kỳ vào mùa hè năm 1893 để phục hồi sức khỏe sau bệnh thương hàn  nhưng trước khi ông trở lại Paris vào năm 1894.
Đối với The Thankful Poor, ông vẽ tranh vào khoảng năm 1894.

### Mô tả của Tanner về người Mỹ gốc Phi
Khi Tanner trở lại Hoa Kỳ vào tháng 7 năm 1893, ông nhận thấy rằng các mối quan hệ chủng tộc đã không được cải thiện trong suốt hai năm trước đó. Đặc biệt xúc động trước số lượng người Mỹ gốc Phi ngày càng gia tăng, Tanner đã tham gia vào phong trào dân quyền, và các học giả tin rằng ông ngày càng nhận thức rõ hơn về chủng tộc. Ông hướng tới chủ đề người Mỹ gốc Phi cho các bức tranh thể loại của mình, trở thành người Mỹ gốc Phi đầu tiên làm như vậy. Những bức tranh miêu tả nghệ thuật trước đây về người Mỹ gốc Phi chủ yếu đến từ các họa sĩ da trắng, nhưng Tanner cho rằng nhiều cách giải thích này còn thiếu sót. Vì vậy, ông quyết định sử dụng kiến thức sâu sắc của mình về chủ đề này để vẽ cảnh của riêng mình về cuộc sống của người Mỹ gốc Phi. Chính Tanner đã viết ở ngôi thứ ba rằng:
Kể từ khi trở về từ Châu Âu, anh (Tanner) đã vẽ chủ yếu là các chủ đề người da đen, anh cảm thấy bị thu hút bởi những chủ đề như vậy vì tính mới của lĩnh vực này và vì mong muốn đại diện cho khía cạnh nghiêm trọng và thảm hại của cuộc sống giữa họ, và đó là Ông nghĩ rằng những việc khác bình đẳng, ai có thiện cảm nhất với đối tượng của mình sẽ đạt được kết quả tốt nhất. Theo suy nghĩ của anh ấy, nhiều nghệ sĩ đại diện cho cuộc sống của Người da đen chỉ xem truyện tranh, mặt cục mịch của nó, và thiếu thiện cảm cũng như sự trân trọng đối với trái tim rộng lớn ấm áp ẩn chứa bên trong vẻ ngoài thô ráp như vậy.
Tác phẩm thể loại chính đầu tiên của Tanner có người Mỹ gốc Phi là The Banjo Lessonmà ông hoàn thành vào tháng 10 năm 1893.  Bức tranh miêu tả một cậu bé được một ông già dạy chơi đàn banjo.  Một số nhà phê bình dường như không biết về ý định của Tanner nhằm lật đổ những định kiến truyền thống về người Mỹ gốc Phi. Ví dụ, một nhà văn nghệ thuật cho tờ Philadelphia Daily Evening Telegraph, mặc dù ca ngợi kỹ thuật nghệ thuật của Tanner, ông gọi đối tượng cao tuổi của bức tranh là "một chú Ned già". Nhà sử học nghệ thuật Naurice Frank Woods tin rằng những phản ứng xúc phạm như vậy đối với The Banjo Lesson đã khiến Tanner đặt câu hỏi liệu những bức tranh của ông có thể tạo ra bất kỳ thay đổi nào đối với nhận thức của công chúng về người Mỹ gốc Phi hay không. Tuy nhiên, The Thankful Poor sẽ chứng kiến Tanner kết hợp niềm tin của mình vào giáo dục và chủng tộc trong một nỗ lực khác nhằm đặt nền văn hóa của người Mỹ gốc Phi dưới ánh sáng tích cực.

## Tiếp nhận

### Tiếp nhận ban đầu và vai trò trong sự nghiệp của Tanner
Khoảng từ tháng 1 đến tháng 4 năm 1894, Tanner hoàn thành bức tranh. Bức tranh được triển lãm cùng với The Banjo Lesson từ ngày 28 tháng 4 đến ngày 5 tháng 5 năm 1894 tại Phòng trưng bày James S. Earle and Sons ở Philadelphia.  Tanner đã nhận được những đánh giá tích cực từ các nhà phê bình, một trong số họ đã gọi The Thankful Poor là "một tác phẩm quan trọng" và khen ngợi việc thực hiện nó. Tuy nhiên, một đánh giá đáng khen ngợi khác về bức tranh của Tanner trên tờ The Philadelphia Inquirer đã nghiêng về chủng tộc và sử dụng một thuật ngữ đáng thương để mô tả người đàn ông lớn tuổi. Phóng viên nghệ thuật đã viết bài phê bình đó có thể đã viết một bài phê bình có tính chất ca ngợi nhưng rập khuôn tương tự về The Banjo Lesson một năm trước đó. Khi Tanner trở lại Paris vào năm 1894, The Banjo Lesson trở thành tác phẩm đầu tiên được chấp nhận của ông tại Salon Paris  nơi bức tranh đã nhận được một vị trí danh dự.  The Thankful Poor không được đón tiếp tương tự. Woods viết rằng "trong khi The Banjo Lesson vẫn là chủ đề của sự giám sát kỹ lưỡng về học thuật và sự tôn thờ của công chúng, thì The Thankful Poor đã nán lại, không đáng có, trong cái bóng mang tính biểu tượng của nó." 
 

Sau buổi trình chiếu The Banjo Lesson, nhiều người — bao gồm cả người bạn của gia đình và học giả hàng đầu người Mỹ gốc Phi William Sanders Scarborough — mong đợi Tanner tiếp tục chống lại những định kiến của người da đen thông qua nghệ thuật của mình. Scarborough tự nhận xét, "... nhiều người bạn của chủng tộc chân thành hy vọng rằng một bức chân dung về Cuộc sống người da đen của một nghệ sĩ da đen đã thực sự xuất hiện ... để đối trọng với ...điều ngớ ngẩn và kỳ cục nhất."  Bất chấp sự ủng hộ và thành công của giới phê bình, Tanner đã rời xa vẽ tranh về người Mỹ gốc Phi sau khi hoàn thành The Thankful Poor, do đó làm cho tác phẩm thuộc thể loại này được biết đến là tác phẩm cuối cùng của Tanner.  Woods đưa ra giả thuyết rằng việc thiếu doanh số bán hàng cùng với các tham chiếu xúc phạm chủng tộc từ các bài đánh giá như bài báo trên The Philadelphia Inquirer đã khiến Tanner coi hai bức tranh cùng thể loại của mình là "một thử nghiệm thất bại". Woods lưu ý rằng việc chấp nhận The Banjo Lesson vào Salon Paris không có tác dụng thúc đẩy doanh số bán các tác phẩm cùng thể loại của Tanner ở Hoa Kỳ. Vì vậy, Tanner chỉ đơn giản là "chuyển sang" các chủ đề khác. Trong những năm sau The Thankful Poor, Tanner đã trở thành một họa sĩ tôn giáo, đạt được nhiều thành công về mặt thương mại và phê bình hơn với những cảnh trong Kinh thánh. Tanner nói về sự thay đổi này:
Không phải ngẫu nhiên mà tôi chọn làm họa sĩ tôn giáo. Tôi không nghi ngờ gì về sự kế thừa của cảm giác tôn giáo, và vì điều này, tôi vui mừng, nhưng tôi cũng đã quyết định và tôi hy vọng một đức tin tôn giáo thông minh không phải do di truyền mà là niềm tin của chính tôi. Tôi tin tôn giáo của tôi. Tôi đã chọn đặc điểm của tác phẩm nghệ thuật của mình vì nó truyền tải thông điệp của tôi và nói lên những điều tôi muốn nói với thế hệ của mình và để lại cho tương lai.
Mặc dù Tanner không đề cập đến The Thankful Poor trong tự truyện và các cuộc phỏng vấn của mình,  bức tranh được coi là một trong những bức tranh có ý nghĩa nhất của ông. Trong cuốn tiểu sử về Tanner năm 2017 của mình, Woods đánh giá bức tranh là "bức tranh đầu tiên khám phá hoàn toàn tín ngưỡng tôn giáo của người Mỹ gốc Phi " và là "điềm báo" cho các tác phẩm tôn giáo sau này của Tanner.  Ông kết luận rằng bức tranh là tác phẩm chuyển tiếp quan trọng đến 'những điều sâu sắc hơn sẽ hướng dẫn Tanner đến một sự nghiệp thành công."

### Xuất xứ và lịch sử triển lãm

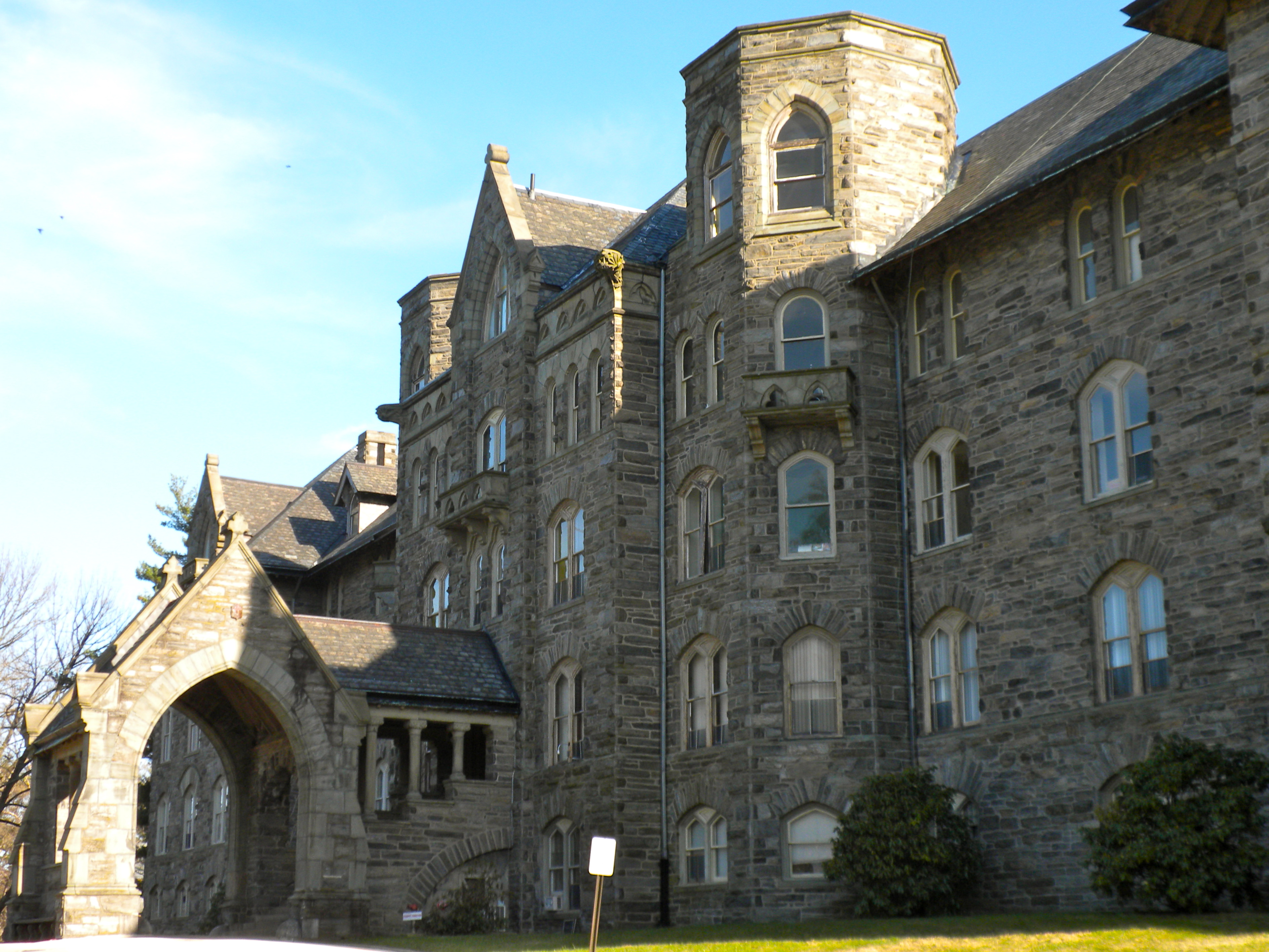
Trường Người Khiếm thị Pennsylvania

Vào tháng 12 năm 1893, trong khi The Bagpipe Lesson của ông được trưng bày tại Học viện Mỹ thuật Pennsylvania ở Philadelphia, Tanner đã gặp John T. Morris, người đứng đầu ủy ban triển lãm của học viện.  Morris sau đó mua The Thankful Poor vào tháng 10 năm 1894. khi Tanner bán đấu giá tất cả các tác phẩm của mình để trả tiền cho việc trở về Pháp.  Morris cho Trường Người Khiếm thị Pennsylvania mượn bức tranh, nơi ông là thành viên hội đồng quản trị, và sau đó để lại di sản cho trường sau khi ông qua đời vào năm 1915. Tác phẩm nằm không được chú ý trong tầng hầm của trường suốt nửa thế kỷ cho đến năm 1970, khi nó được phát hiện trong tủ chứa đồ bởi hiệu trưởng Philip Bellefleur.  Nó được cho Bảo tàng Nghệ thuật Philadelphia cho mượn trước khi được bán vào tháng 12 năm 1981 cho Camille Cosby, như một món quà Giáng sinh cho chồng cô, diễn viên hài Bill Cosby.  Người phụ trách nghệ thuật David Driskell đã đấu giá bức tranh Cosbys tại một cuộc đấu giá của Sotheby và đạt mức giá cao nhất là 250.000 đô la Mỹ  - một số tiền kỷ lục vào thời điểm đó cho bức tranh của một người Mỹ gốc Phi. 
Nghiên cứu về The Thankful Poor là một phần của cuộc triển lãm "Across Continents and Cultures" từ ngày 25 tháng 6 đến ngày 20 tháng 8 năm 1995 tại Bảo tàng Nghệ thuật Nelson-Atkins ở Thành phố Kansas, Missouri. Triển lãm được dành cho các tác phẩm của Tanner và sau đó được trưng bày tại Bảo tàng Nghệ thuật Dallas ở Texas và Bảo tàng Nghệ thuật Hoa Kỳ Terra ở Chicago.  Năm 2014, Cosbys đã cho Bảo tàng Nghệ thuật Châu Phi ở Washington, DC mượn chính The Thankful Poor từ bộ sưu tập tư nhân của họ. Bức tranh là một phần của triển lãm "Conversations: African and African American Artworks in Dialogue" của bảo tàng, diễn ra từ ngày 9 tháng 11 năm 2014 đến ngày 24 tháng 1 năm 2016.  Năm 2016, nghiên cứu được giới thiệu tại Bảo tàng DuSable của người Phi Lịch sử Hoa Kỳ trong một cuộc triển lãm mang tên "DuSable Masterworks Collection". Triển lãm tôn vinh các tác phẩm của các nghệ sĩ người Mỹ gốc Phi như Tanner từ cuối thế kỷ 19 đến giữa thế kỷ 20.  Vào năm 2020, Cosbys đã bán bức tranh một cách tư nhân thông qua M. Hanks Gallery cho tổ chức phi lợi nhuận Art Bridges của Alice Walton, tổ chức cho mượn các tác phẩm nghệ thuật để triển lãm nghệ thuật ở Mỹ. Art Bridges đã cho Bảo tàng Nghệ thuật Dallas mượn bức tranh để triển lãm Tanner kéo dài từ ngày 17 tháng 8 năm 2021 đến ngày 2 tháng 1 năm 2022. Quỹ này cũng hỗ trợ quá trình điều trị bảo tồn và nghiên cứu kỹ thuật bức tranh do người bảo quản tranh của bảo tàng tiến hành vào năm 2021.

## Biểu diễn nhân vật trong bức tranh

### Mô tả người Mỹ gốc Phi
Mặc dù được củng cố với tông màu tôn giáo, The Thankful Poor không khắc họa chủ đề kinh thánh như những bức tranh tôn giáo sau này của Tanner. Đúng hơn, thể loại tranh này mô tả một nghi lễ hàng ngày của những người Mỹ gốc Phi nghèo khó thông qua một cảnh hiện thực.  "Cái nhìn từ bên trong" về phong tục tôn giáo của người Mỹ gốc Phi mô tả các nhân vật của họ với một mức độ phẩm giá và sự sở hữu bản thân đã được mô tả là "phi thường" đối với thời đại của Tanner. 
Sự lựa chọn phong cách của Tanner cho các bức tranh thể loại của mình khác với những bức tranh biếm họa xúc phạm điển hình cuối thế kỷ 19 về người Mỹ gốc Phi.  Các đại diện đương thời thường chế nhạo việc thực hành tôn giáo của người Mỹ gốc Phi là bộ lạc và mê tín dị đoan,  trái ngược với tôn giáo của người da trắng được cho là cao cấp hơn, nội tâm và chiêm nghiệm hơn.  Do đó, The Thankful Poor miêu tả sự bình tĩnh của những người sùng đạo Cơ đốc hàng ngày trong một bối cảnh khiêm tốn thách thức những nhận thức đương thời về tín ngưỡng của người da đen là quá xúc động và thấp kém.  Chủ đề cũng có thể phản ánh sự tôn kính cụ thể đối với Ngày Lễ Tạ ơn trong AME. Theo Woods, các nguyên lý của AME và các thông điệp nội tại trong các bài viết và bài giảng của Giám mục Tanner trùng khớp với mục đích dự định của bức tranh là xóa tan những định kiến tiêu cực về thị giác và sự phân chia chủng tộc. 
Trong danh mục của cuộc triển lãm năm 1991 về tác phẩm của Tanner tại Bảo tàng Nghệ thuật Philadelphia, The Thankful Poor được chỉ định là "bức chân dung trang nghiêm về ông già và cậu bé cầu nguyện vượt qua bất kỳ hình ảnh nào khác về người Mỹ da đen ở mỹ thuật."  Triển lãm "Conversations" của Bảo tàng Nghệ thuật Quốc gia Châu Phi mô tả việc Tanner miêu tả các đối tượng của ông là "thân mật" và "con người" - và coi bức tranh là một "cột mốc" trong lịch sử nghệ thuật người Mỹ gốc Phi. 

### Kết nối với các tác phẩm khác của Tanner
The Banjo Lesson thể hiện chủ nghĩa hiện thực và sự tôn trọng đối với các đối tượng của nó tương tự như bài học của The Thankful Poor. Hai tác phẩm có chung bối cảnh trong nước và nhấn mạnh vào mối quan hệ giữa các thế hệ. Hơn nữa, có một chủ đề giáo dục chung: giáo dục trong The Banjo Lesson là bài học âm nhạc trong khi giáo dục trong The Thankful Poor là một cậu bé bắt chước lời cầu nguyện của đàn anh.  Những điểm tương đồng này cho thấy Tanner có ý định cho hai bức tranh trở thành một cặp "nên được đọc cùng nhau. "Tương tự như vậy, Woods viết rằng cả hai bức tranh "vẫn gắn bó chặt chẽ với nhau trong động lực sáng tạo, kỹ thuật thực hiện và sự chú ý đến các vấn đề chủng tộc...", và nhà sử học nghệ thuật Judith Wilson gọi cặp tranh là "một tập hợp các lập luận đan xen vào nhau." 
Nhà sử học nghệ thuật Albert Boime tin rằng nghiên cứu của The Young Sabot Maker ngược lại không phải là ngẫu nhiên. Ông gợi ý rằng có sự liên tục về chủ đề giữa hai bức tranh, bằng chứng là sự hiện diện của một người lớn tuổi và một thanh niên trong cả hai tác phẩm.  Mặc dù phiên bản cuối cùng của The Young Sabot Maker không có người Mỹ gốc Phi như The Thankful Poor, Boime lưu ý rằng trong nghiên cứu cuối cùng dành cho người học việc trước đây, cả người học việc và bậc thầy "dường như là người gốc Mỹ gốc Phi."  Những điểm tương đồng tiếp tục diễn ra trong chủ đề cơ bản của giáo dục, mà The Young Sabot Maker chia sẻ với cả The Thankful Poor và The Banjo Lesson.